# Iver Krabbe (rigsråd)
 Der er flere personer med dette navn, se Iver Krabbe.
Iver Krabbe (død 27. april 1561) var en dansk rigsråd. Han var søn af Glob Krabbe til Østergård i Salling og Inger Fasti. 
Han nævnes første gang 1532, da der klagedes over en jagt, som han og Hans von der Wisch havde afholdt på øen Fur, og på hvilken det særlig var gået ud over bøndernes korn og kreaturer. Denne hensynsløshed var nær kommet ham dyrt at stå; thi 2 år efter blev han fanget af de oprørske bønder i Slaget ved Svenstrup og beholdt kun livet ved mellemkomst af en bonde, Jens Jepsen, der selv senere blev fritaget for halshugning, fordi han i den forgangne fejde havde reddet Iver Krabbes hals. Ved Aalborgs indtagelse blev Iver Krabbe atter fri, og snart efter træffes hans navn blandt de mest betroede lensmænds. 
1536 fik han Københavns Slot, et par år efter Krogen, 1544 blev den ombyttet med Koldinghus, som han beholdt til 1555. Desuden havde han 1538-50 Borreby Len på Sjælland; 1550 fik han Skivehus og 1560 Horns Herred i Jylland i pant, og disse panter havde han endnu ved sin død i 1561. Før 1552 havde han fået sæde i rigsrådet. Ved sit ægteskab med Magdalene Banner (5. marts 1597), datter af marsken Erik Eriksen Banner , blev han ejer af en større gård, Skovshoved ved Skive, som han gav navnet Krabbesholm og forsynede med en anselig hovedbygning; desuden ejede han sin fædrenegård Østergård. Fru Magdalene beholdt som enke Skivehus Len til 1572. 